# Don Juan (álbum)
Don Juan es el sexto álbum de estudio del cantante colombiano Maluma. Fue lanzado el 25 de agosto de 2023 bajo el sello discográfico Sony Music Latin.
Lanzado tres años después de su anterior álbum de estudio, Papi Juancho. El álbum cuenta con las colaboraciones de Jowell & Randy, Carín León, Ryan Castro, Yandel, Gordo, Don Omar, J Balvin, Rayvanny, Marc Anthony y Anuel AA.

## Antecedentes y lanzamiento
Después de que Maluma lanzará su anterior álbum de estudio, el comenzó también a lanzar sencillos y otros proyectos musicales, etcétera.
En 2023, Maluma reveló el título del álbum. En agosto, reveló el listado de pistas del álbum y anunció su fecha de lanzamiento, programado para el 25 de agosto de 2023.

## Sencillos
El 8 de julio de 2021 se lanzó «Sobrio» como el sencillo principal del álbum. La canción recibió un gran éxito.
El segundo sencillo «Mama tetema» fue lanzado el 11 de noviembre de 2021. Cuenta con la participación de Rayvanny.
«Junio» fue lanzado como el tercer sencillo del álbum de Maluma, el 29 de septiembre de 2022.
El 1 de febrero de 2023, «La fórmula» junto al cantante estadounidense Marc Anthony, fue lanzado como el cuarto sencillo y recibió éxito. Un mes más tarde, Maluma lanzó «La reina» como el quinto sencillo, el 9 de marzo de 2023, y semanas más tarde, «Diablo, qué chimba» junto al cantante puertorriqueño Anuel AA fue lanzado a las estaciones de radio como el sexto sencillo, el 23 de marzo.
El 8 de junio de 2023, «Coco loco» fue lanzado como el séptimo sencillo, y también fue un éxito.
«Parcera» junto al DJ guatemalteco Gordo, fue lanzado como el octavo sencillo el 11 de agosto de 2023. Una semana más tarde, Maluma lanzó «Según quién» junto al cantante mexicano Carín León como el noveno sencillo, el 17 de agosto; otra semana después, un día antes del lanzamiento del álbum, «Trofeo» junto al cantante puertorriqueño Yandel, se lanzó como el décimo sencillo el 24 de agosto.
El 25 de enero de 2024 se lanzó el undécimo sencillo «Gafas negras» en colaboración con su cantante compatriota J Balvin, a pesar de ser una canción que aún no había sido lanzada hasta cinco meses después del lanzamiento del álbum.

## Composición
El álbum consta de 25 canciones. La decimonovena pista, ha sido confirmada por el cantante pero aún no ha sido lanzado oficialmente. El álbum está compuesto mayormente por sonidos de reguetón y trap latino, pero también incluye sonidos como el house, R&B, pop latino, etcétera.

### Canciones
El disco comienza con su primer pista de apertura, «Don Juan», una canción de trap latino que también sirve como un interludio. La segunda pista «Coco loco» es una canción de merengue urbano y música tropical que contiene un sample de una canción de Daft Punk. La tercera pista, «Ave María» es una canción de dance y electrónica que de repente cambia a trap latino. La cuarta pista «Los polvos», es una canción urbana latina con sonidos de trap. Maluma comienza con el reguetón a partir de la quinta pista «Nómina» junto al dúo puertorriqueño Jowell & Randy. Los sonidos del reguetón continúan en la sexta pista, «Balance», que también tiene toques de pop latino. La séptima pista, «Según quién» junto al cantante mexicano Carín León, es una canción de pop y regional mexicano. La octava pista «Procura» es una canción de bachata y pop. Maluma vuelve a su sonido reguetonero en la novena pista «Luna llena» junto al cantante colombiano Ryan Castro. El sonido del mismo estilo sigue en su décima pista «Trofeo», junto al cantante puertorriqueño Yandel. La undécima pista, «Parcera» junto al DJ guatemalteco Gordo, es una canción de house y electrónica con elementos de reguetón. La duodécima pista «Ojitos chiquiticos» junto al cantante puertorriqueño Don Omar, es una canción urbana con toques suaves del reguetón. La decimotercera pista, «La piloto» donde el reguetón regresa, con perreo bailable. La decimocuarta pista «Porsche» es una canción de trap y reguetón. La decimoquinta pista «Hace un mes», es una canción de electrónica. La decimosexta pista, «Aparentemente» es una canción de dembow. La decimoséptima pista, «Humedad», donde Maluma regresa al sonido reguetonero. La decimoctava pista, «Bikini», es una canción gótica e industrial. La decimonovena pista, «Gafas negras», junto al cantante colombiano J Balvin, que también es una canción de reguetón y perreo. La vigésima pista «Sobrio», es una canción de pop y reguetón. Esta canción recibió un gran éxito. La vigésimo primer pista, «Mama tetema» que cuenta con la participación del cantante de origen tanzaniano, Rayvanny, es una canción dembow/neoperreo. La vigésimo segunda pista, «Junio» es una canción de tropipop. La vigésimo tercer pista «La fórmula», junto al cantante estadounidense Marc Anthony, es una canción de salsa. La decimocuarta pista, «La reina» es una canción de dembow y pop latino. La decimoquinta y última pista de cierre, «Diablo, qué chimba» junto al cantante puertorriqueño Anuel AA, es una canción de reguetón.

## Lista de canciones
| Don Juan |                                         | |                                                                                |          |  |
| N.º      | Título                                  | Escritor(es) | Productor(es)                                                                  | Duración |  |
| 1.       | «Don Juan»                              | Juan Luis Londoño Arias • Edgar Barrera • Jonathan Rivera • Giencarlos Rivera • Raúl Esteban Marrero Quiles                                                                                        | MadMusick                                                                      | 3:06     |  |
| 2.       | «Coco loco»                             | Juan Luis Londoño Arias • Julio González Tavares • Jonathan Rivera • Giencarlos Rivera • Edgar Barrera • Vicente Barco • Guy-Manuel de Homem-Christo • Thomas Bangalter                            | MadMusick                                                                      | 2:47     |  |
| 3.       | «Ave María»                             | Juan Luis Londoño Arias • Vicente Jiménez • Andrés Uribe Marín • Bryan Lezcano • Kevin Mauricio Jiménez • Jonathan Rivera • Giencarlos Rivera                                                      | The Rudeboyz • Ily Wonder • MadMusick                                          | 3:18     |  |
| 4.       | «Los polvos»                            | Juan Luis Londoño Arias • Stiven Rojas Escobar • Erick Andrés Celis Marín • Johany Alejandro Correa Moreno • Jonathan Rivera • Giencarlos Rivera • Teena Marie • Allen McGrier                     | MadMusick • Nyal • Erick Ant                                                   | 2:56     |  |
| 5.       | «Nómina» (junto a Jowell & Randy)       | Juan Luis Londoño Arias • Joel Muñoz • Jonathan Rivera • Randy Ortiz • Giencarlos Rivera | MadMusick                                                                      | 2:21     |  |
| 6.       | «Balance»                               | Juan Luis Londoño Arias • Christian Daniel Mojica • Jonathan Rivera • Giencarlos Rivera | MadMusick • Cauty                                                              | 3:01     |  |
| 7.       | «Según quién» (junto a Carín León)      | Juan Luis Londoño Arias • Edgar Barrera • Kevyn Mauricio Cruz • Lenin Yorney Palacios • Luis Miguel Gómez Castaño • Juan Camilo Vargas                                                             | Edgar Barrera • Keityn • L.E.X.V.Z • Casta                                     | 2:23     |  |
| 8.       | «Procura»                               | Juan Luis Londoño Arias • Edgar Barrera • Jonathan Rivera • Giencarlos Rivera • Maikel Rafael Rico                                                                                                 | MadMusick • Romeo Santos                                                       | 3:06     |  |
| 9.       | «Luna llena» (junto a Ryan Castro)      | Juan Luis Londoño Arias • Stiven Rojas Escobar • Kevin Mauricio Jiménez • Bryan Lezcano • Bryan David Castro Sosa • Maikel Rafael Rico                                                             | The Rudeboyz • Ily Wonder                                                      | 3:02     |  |
| 10.      | «Trofeo» (junto a Yandel)               | Juan Luis Londoño Arias • Harold Alberto Cruz Petit • Jonathan Rivera • Giencarlos Rivera • Llandel Veguilla Malavé • Joan Manuel Ubiñas Jiménez • Roberto Vásquez • Edgar Barrera • Vicente Barco | MadMusick • Feldalove                                                          | 3:43     |  |
| 11.      | «Parcera» (junto a Gordo)               | Diamante Anthony Blackmon • Juan Luis Londoño Arias • Guilherme Méndes Medeiros • Richard Zastenker                                                                                                | Gordo                                                                          | 2:33     |  |
| 12.      | «Ojitos chiquiticos» (junto a Don Omar) | Juan Luis Londoño Arias • William Omar Landron Rivera • Jonathan Rivera • Giencarlos Rivera | MadMusick                                                                      | 3:12     |  |
| 13.      | «La piloto»                             | Juan Luis Londoño Arias • Daniel Echavarria Oviedo • Daniel Esteban Guitiérrez Lopera • Cristian Andrés Salazar                                                                                    | Ovy on the Drums                                                               | 3:12     |  |
| 14.      | «Porsche»                               | Juan Luis Londoño Arias • Stiven Rojas Escobar • Bryan Lezcano • Andrés Uribe Marín • Kevin Mauricio Jiménez                                                                                       | The Rudeboyz • Ily Wonder                                                      | 2:26     |  |
| 15.      | «Hace un mes»                           | Juan Luis Londoño Arias • Luis Miguel Gómez Castaño • Edgar Barrera • Lenin Yorney Palacios • Kevyn Mauricio Cruz • Philip Kayode Moses • Daniel Benson • Ishola Owolabi Michael                   | Casta • Edge • L.E.X.V.Z • Keityn                                              | 2:54     |  |
| 16.      | «Aparentemente»                         | Juan Luis Londoño Arias • Maikel Rafael Rico • Andrés Uribe Marín • Jonathan Rivera • Giencarlos Rivera                                                                                            | MadMusick • Ily Wonder                                                         | 2:25     |  |
| 17.      | «Humedad»                               | Juan Luis Londoño Arias • Vicente Barco • Jonathan Rivera • Giencarlos Rivera | MadMusick                                                                      | 2:36     |  |
| 18.      | «Bikini»                                | Juan Luis Londoño Arias • Edgar Barrera • Vicente Jiménez • Manuel Lorente Freiré • Stephen McGregor • Luis Miguel Gómez Castaño                                                                   | MadMusick                                                                      | 2:45     |  |
| 19.      | «Gafas negras» (junto a J Balvin)       | Juan Luis Londoño Arias • José Álvaro Osorio Balvin • Jesús Manuel Nieves Cortés • Jonathan Rivera • Edgar Barrera • Pablo Fuentes • Luian Malavé Nieves • Giencarlos Rivera                       | MadMusick • DJ Luian                                                           | 3:07     |  |
| 20.      | «Sobrio»                                | Juan Luis Londoño Arias • Edgar Barrera • Kevyn Mauricio Cruz • Alejandro Robledo • Lenin Yorney Palacios • Filly Andrés Lima • Juan Camilo Vargas • Sergio Robledo                                | Edge • Keityn • Noise Up • Filly • L.E.X.V.Z                                   | 3:22     |  |
| 21.      | «Mama tetema» (junto a Rayvanny)        | Juan Luis Londoño Arias • Raymond Shaban Mwakyusa • Naseeb Abdul Juma | S2Kizzy                                                                        | 3:09     |  |
| 22.      | «Junio»                                 | Juan Luis Londoño Arias • Kevyn Cruz Moreno • Edgar Barrera • Lenin Yorney Palacios • Luis Miguel Gómez Castaño                                                                                    | Edge • Casta • L.E.X.V.Z • Keityn                                              | 2:49     |  |
| 23.      | «La fórmula» (junto a Marc Anthony)     | Juan Luis Londoño Arias • Marco Antonio Muñiz • Sergio George • Edgar Barrera • Kevin Mauricio Jiménez Londoño • Bryan Snaider Lezcano Chaverra • Justin Rafael Quiles • René David Cano Ríos      | Maluma • Marc Anthony • Sergio George • Edgar Barrera • Rude Boyz              | 4:28     |  |
| 24.      | «La reina»                              | Juan Luis Londoño Arias • Kevyn Cruz Moreno • Alejandro Robledo • Edgar Barrera • Filly Andrés Lima Maya • Sergio Robledo • Cristian Camilo Álvarez Ospina • Juan Camilo Vargas                    | Edgar Barrera • Kevyn Cruz • Alejandro Robledo • Filly • Ciey • Sergio Robledo | 2:22     |  |
| 25.      | «Diablo, qué chimba» (junto a Anuel AA) | Juan Luis Londoño Arias • Enmanuel Gazmey Santiago • Wander Manuel Méndez • René David Cano Ríos • Pablo Fuentes                                                                                   | DJ Luian • Mambo Kingz • Jowny                                                 | 3:52     |  |
| 1:14:55  |                                         | |                                                                                |          |  |

## Posicionamiento en listas
| Lista (2023)                         | Posición más alta |
| ------------------------------------ | ----------------- |
| España (PROMUSICAE)                  | 7                 |
| Estados Unidos (Billboard 200)       | 195               |
| Estados Unidos (Latin Rhythm Albums) | 5                 |
| Estados Unidos (Top Latin Albums)    | 11                |

## Certificaciones
| Región         | Organismo certificador | Certificación      | Ventas  | Ref.   |
| -------------- | ---------------------- | ------------------ | ------- | ------ |
| Estados Unidos | RIAA                   | 2× platino (latin) | 120 000 | [ 30 ] |